# Orthotettix obliquifrons
Orthotettix obliquifrons är en insektsart som beskrevs av Hancock, J.L. 1909. Orthotettix obliquifrons ingår i släktet Orthotettix och familjen torngräshoppor. Inga underarter finns listade i Catalogue of Life.